# بول لوبو
بول لوبو (بالفرنسية: Paul Lebeau)‏ هو كيميائي فرنسي عاش بين 19 كانون الأوّل/ديسمبر 1868 و 18 تشرين الثاني/نوفمبر 1959.

## حياته
ولد لوبو في بلديّة بواكوما Boiscommun سنة 1868، ومنذ سنة 1885 درس في المدرسة العليا للفيزياء والكيمياء الصناعيّة في باريس ESPCI ParisTech. بعد حصوله على الدبلوم سنة 1888، عمل مع هنري مواسان على مركّبات الفلور. عمل منذ سنة 1891 في مختبر، وأثناء عمله وبشكل موازي حاز على شهادة الدكتوراة سنة 1898 من السوربون، وفي العام التالي حصل على دبلوم في الصيدلة.
في سنة 1900 أصبح بروفيسوراً في العلوم الطبيعيّة، ومنذ سنة 1918 استلم منصب البروفيسور في الكيمياء الصيدليّة في كليّة الصيدلة في جامعة باريس حتّى تقاعده سنة 1933.
توفّي لوبو سنة 1959 في بلديّة ماسي Massy التابعة لإقليم إيسون.

## أعماله
تمكّن لوبو سنة 1898 من عزل البيريليوم بشكل نقي، وذلك بإجراء التحليل الكهربائي لمصهور فلوريد البيريليوم والصوديوم Na2BeF4،
تمكّن لوبو خلال عمله كمساعد لمواسان من تحضير عدّة مركّبات للفلور مثل سداسي فلوريد الكبريت SF6 و ثلاثي فلوريد البروم BrF3 و رباعي فلورو الميثان CF4 و ثنائي فلوريد الأكسجين OF2 و رباعي فلوريد السيلينيوم SeF4.
عمل خلال الحرب العالمية الأولى على تطوير أقنعة الغاز للجيش الفرنسي.